# مارک دیویس (زبان‌شناس)

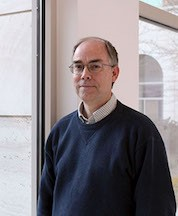
نگاره‌ای از مارک ئی. دیویس - ۲۰۲۲

مارک ئی. دیویس (به انگلیسی: Mark Davies) (زادهٔ ۱۹۶۲) زبان‌شناس آمریکایی و استاد دانشگاه بریگم یانگ در ایالت یوتا، ایالات متحدهٔ آمریکاست. او پیشتر (۱۹۹۳–۲۰۰۳) استاد دانشگاه ایالتی ایلینوی بود. تمرکز مطالعات و پژوهش‌های وی بر زبان‌شناسی پیکره‌ای است. دیویس پدیدآور اصلیِ پیکرهٔ انگلیسیِ آمریکایی معاصر (کوکا) است.
پیکرهٔ زبان‌های اسپانیایی و پرتغالی نیز زیرنظر مستقیم دیویس طراحی و تهیه شده و توسط انتشارات روتلج انتشار یافته‌است. همچنین، بسیاری از پیکره‌های متنیِ تدوین‌شده برای زبان‌های دیگر، که از سوی همان ناشر منتشر شده‌اند، با مقدمهٔ دیویس و بعضاً با نظارت او نشر یافته‌اند.

## آثار
- 2014. Davies, M. “Making Google Books n-grams useful for a wide range of research on language change. ” International Journal of Corpus Linguistics 19(3): 401-416.
- 2014. Davies, M. “Powerful (yet simple) comparisons of a wide range of phenomena in British and American English. ” ICAME Journal 38: 35-56.
- 2014. Davies, M. “Examining syntactic variation in English: the importance of corpus design and corpus size. ” English Language and Linguistics 19(3): 1-35.
- 2010. Davies, M. and Dee Gardner. A Frequency Dictionary of American English: Word Sketches, Collocates, and Thematic Lists. published by Routledge.
- 2009. Davies, M. , Stefan Th. Gries and S. Wulff (Eds.) Corpus linguistic applications: current studies, new directions. Rodopi Publishers.
- 2008. Davies, M. The corpus of contemporary American English: 450 million words, 1990-present.
- 2007. Co-authored with Ana Maria Raposo Preto-Bay. A Frequency Dictionary of Portuguese: Core Vocabulary for Learners. Routledge.
- 2005. Davies, M. A Frequency Dictionary of Spanish: Core Vocabulary for Learners. Routledge.
- 2004. Davies, M. El uso del Corpus del Español y otros corpus para investigar la variación actual y los cambios históricos. University Sophia in Tokyo.